# Mossa
Mossa is een gemeente in de Italiaanse provincie Gorizia (regio Friuli-Venezia Giulia) en telt 1689 inwoners (31-12-2004). De oppervlakte bedraagt 6,1 km², de bevolkingsdichtheid is 274 inwoners per km².
De volgende frazioni maken deel uit van de gemeente: Villa Blanchis, Valisella.

## Demografie
Mossa telt ongeveer 668 huishoudens. Het aantal inwoners steeg in de periode 1991-2001 met 5,7% volgens cijfers uit de tienjaarlijkse volkstellingen van ISTAT.
| Jaar | Inwoneraantal |
| ---- | ------------- |
| 1991 | 1554          |
| 2001 | 1643          |

## Geografie
De gemeente ligt op ongeveer 59 m boven zeeniveau.
Mossa grenst aan de volgende gemeenten: Capriva del Friuli, Farra d'Isonzo, Gorizia, San Floriano del Collio, San Lorenzo Isontino.
Capriva del Friuli · Cormons · Doberdò del Lago · Dolegna del Collio · Farra d'Isonzo · Fogliano Redipuglia · Gorizia · Gradisca d'Isonzo · Grado · Mariano del Friuli · Medea · Monfalcone · Moraro · Mossa · Romans d'Isonzo · Ronchi dei Legionari · Sagrado · San Canzian d'Isonzo · San Floriano del Collio · San Lorenzo Isontino · San Pier d'Isonzo · Savogna d'Isonzo · Staranzano · Turriaco · Villesse
1. ↑  https://demo.istat.it/?l=it.